# Interaccionismo simbólico
El interaccionismo simbólico es una de las corrientes de pensamiento sociológico -micro-sociológico- relacionado también con la antropología y la psicología social, que se basa en la comprensión de la sociedad a través de la comunicación y que ha influido enormemente en los estudios sobre los medios. El interaccionismo simbólico se sitúa dentro del paradigma interpretativo. Este analiza el sentido de la acción social desde la perspectiva de los participantes. Dicho paradigma concibe a la comunicación como una producción de sentido dentro de un universo simbólico.

## Antecedentes
La Escuela de Chicago (Cooley, Lippmann, Park, Mead y Blumer) surge en EE. UU. durante los años 20 en el contexto de aparición de la opinión pública moderna, el desarrollo de las tecnologías de la información, el sistema democrático y la inmigración europea. Estudian la comunicación como un hecho social significativo y muestran un considerable interés por la opinión pública. Inauguran el conductismo social en un contexto en que se trabajaba o con el individuo como una máquina aislada (conductismo mecanicista) o con la sociedad como una máquina aislada (funcionalismo). Los objetos de estudio más significativos de esta escuela son la Ecología humana, la relación individuo-comunidad y la interpretación como factor fundamental en la comunicación. 
En el ámbito social científico, se entiende que esta teoría surge del paradigma del pragmatismo de Charles Sanders Pierce, migrando la perspectiva utilitaria y reactiva de los signos en la semiótica a la antropología, sociología, etc.

## Premisas
De acuerdo con Herbert Blumer, quien acuña el término interaccionismo simbólico en 1938, sus principales premisas son:
1. Las personas actúan sobre los objetos de su mundo e interactúan con otras personas a partir de los significados que los objetos y las personas tienen para ellas. Es decir, a partir de los símbolos. El símbolo permite, además, trascender el ámbito del estímulo sensorial y de lo inmediato, ampliar la percepción del entorno, incrementar la capacidad de resolución de problemas y facilitar la imaginación y la fantasía.
2. Los significados son producto de la interacción social, principalmente la comunicación consciente, que se convierte en esencial, tanto en la constitución del individuo como en (y debido a) la producción social de sentido. El signo es el objeto material que desencadena el significado, y el significado el indicador social que interviene en la construcción de la conducta.
3. Las personas seleccionan, organizan, reproducen y transforman los significados en los procesos interpretativos en función de sus expectativas y propósitos.

Otras premisas importantes son: la distinción entre conducta interna y externa presupone que el individuo se constituye por la interacción social (formación del yo social autoconsciente), y que no es posible entender el yo sin el otro ni a la inversa, y que los grupos y la sociedad se constituyen sobre la base de las interacciones simbólicas de los individuos al tiempo que las hacen posibles.

## Desarrollos
El individuo no nace siendo persona; según Mead, la persona se forma socialmente al momento que logra observarse a sí misma como un objeto, es decir, cuando logra un pensamiento reflexivo sobre sí mismo. A través de la comunicación es que la persona puede salir de sí, pues la comunicación supone asumir la postura de la otra persona con la que se está hablando y desde esta mirarse uno mismo. El interlocutor es un espejo en el cual se observa la propia persona, de esta manera logra salirse de su propio organismo y mirarse como objeto. En la infancia esto se ve claramente con los juegos de roles: el niño va hablando e intercambiando papeles, aprendiendo así formas socialmente establecidas de comportarse y de mirar el mundo.

El niño dice algo en un papel y responde en otro papel, y entonces su reacción en el otro papel constituye un estímulo para él en el primer papel, y así continúa la conversación. Surge en él y en su otra personificación ciertas estructuras organizadas que se replican y mantienen entre sí con la conversación de gestos. (Mead, 1928, p. 181).

A partir del yo social autoconsciente de Mead se desarrolla el self especular como el sujeto con capacidad de interactuar consigo mismo, de convertirse en objeto de su atención, forjando así una imagen coherente de sí mismo (sus intereses, expectativas, ideas, sensaciones, sentimientos, etc.) que pone en interacción con otros. En el curso de esta interacción, lo primero que pone en juego cada participante, junto con su self especular, es su definición de la situación comunicativa (conjunto de significados o definiciones).
Goffman, en su Teoría de la Interacción de Actores basada en el esquema interpretativo de la dramaturgia, estudia los ritos de interacción comunicativa que aprendemos y ponemos en juego en nuestra vida cotidiana. Define el rol como un conjunto organizado de expectativas de comportamiento en torno a una función o posición social (ej. profesor). El desempeño del rol cuando se interactúa ante los demás en un determinado contexto espacial y temporal (fachada), sobre la premisa de estar siendo observados (escenario), es la parte visible y contextualizada del self especular, que para Goffman es más producto de la interacción social que de la propia intervención del sujeto. Sin embargo, cuando se interactúa entre bastidores, los roles pasan a segundo plano. Cada interlocutor o actor asume uno o varios roles en la interacción en función del marco (situación-tipo reconocible por los participantes) y el escenario, así como de la imagen que se desea ofrecer a los otros. La comunicación no se limita solo a estas conductas interactivas, sino que también el contexto espacial y cultural (fachada) adquiere significado.

## Metodología
El interaccionismo simbólico, al centrarse en los significados que las personas crean en la interacción, utiliza la metodología cualitativa para llevar adelante la investigación de sus objetos de estudios. Se hace de una estrategia de investigación caracterizada como "Naturalista". En oposición a los modelos teóricos o experimentales, ésta estrategia consistiría en observar la interacción en un ambiente "natural", similar a un biólogo que hace trabajo de campo, puesto que para esta corriente la única manera de conocer el mundo social es accediendo a él, por lo que la observación de la realidad debe anteponerse al desarrollo teórico. (Blumer, H. El interaccionismo simbólico: Perspectiva y método )
La observación como método de recolección de datos no es lo mismo que la mirada cotidiana, sino que debe ser meticulosa en los detalles, atenta, abarcativa de toda la situación, sistemática y desde el exterior de la escena. Además es luego complementada por entrevistas donde el investigador pueda indagar sobre los significados que las partes dieron a sus interacciones. Al mismo tiempo, debido a que toda acción conjunta está vinculada a una acción precedente, la postura metodológica del interaccionismo simbólico consiste en prestar atención al bagaje histórico de lo que se está estudiando para dar cuenta del encadenamiento de las acciones.

### La interacción simbólica y la sinergia
La interacción simbólica es importante y puede en muchos casos llegar a reemplazar la comunicación verbal o a reemplazar palabras, estos símbolos pueden ser llamados también gestos que se usan para comunicarse. 
Muchos lo usan como palabras claves, y hay diferentes grupos sociales que usan símbolos entre ellos al expresarse. Muchas veces solo determinados grupos que vivieron determinada etapa o momento reconocen con facilidad símbolos y los usan con frecuencia.
La sinergia es la suma de las partes. Como resultado se obtiene el todo más la suma de las partes. Esto significa que al relacionarlo con la interacción simbólica y la comunicación verbal se obtiene una comunicación muy completa entre receptor y emisor.
En muchos casos se utiliza solo la interacción verbal mas no la simbólica y el mensaje que emite en emisor puede llegar a ser confuso para el receptor, ya que influye mucho cualquier tipo de gesto facial o de interacción simbólica que el emisor proyecte, este puede llegar a influir al mensaje de manera errónea muchas veces, y no se logra la comunicación ni el mensaje adecuado.
En resumen, cuando usamos la sinergia en cuanto a la interacción simbólica podemos comunicarnos sin dejar dudas ni problemas al momento de expresarnos, no habrá dudas de nuestra actitud o predisposición sobre determinado tema, y tendremos éxito al hacer de nuestra idea o mensaje un resultado limpio de dudas y malentendidos.